# Kamila Chudzik

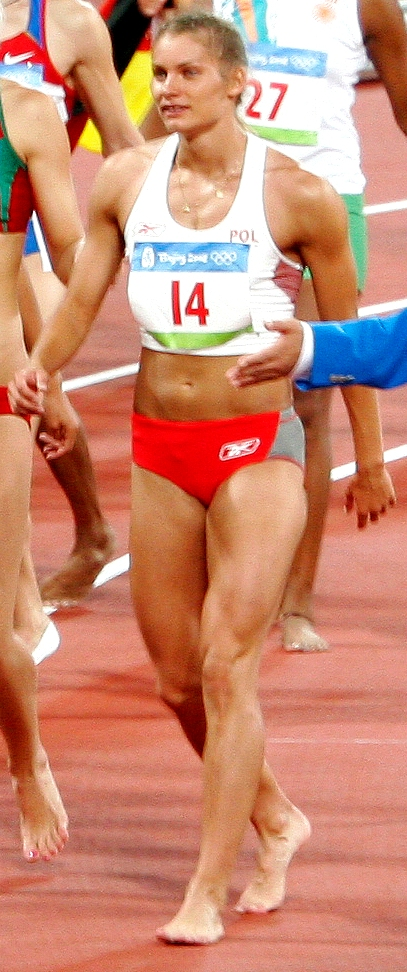
Kamila Chudzik

Kamila Chudzik (* 12. September 1986 in Kielce) ist eine polnische Siebenkämpferin. Ihr größter Erfolg war die Bronzemedaille bei den Weltmeisterschaften 2009 in Berlin.
Kamila Chudzik bestritt im Mai 2006 ihren ersten Siebenkampf, einen Monat später belegte sie den dritten Platz bei den polnischen Meisterschaften. 2007 übertraf sie bei den Landesmeisterschaften mit 6034 Punkten erstmals die 6000-Punkte-Marke und erreichte den zweiten Rang hinter Karolina Tymińska. Im Juli 2007 belegte Chudzik den vierten Platz bei der U23-Europameisterschaft in Debrecen, sie verbesserte sich in diesem Wettkampf auf 6097 Punkte. Im August 2007 platzierte sie sich bei den Weltmeisterschaften 2007 in Osaka mit 5926 Punkten Rang 21. Am 6. und 7. Juni 2008 verbesserte Chudzik ihre persönliche Bestleistung auf 6494 Punkte und gewann ihren ersten polnischen Meistertitel, bei den Olympischen Spielen 2008 belegte sie mit 6157 Punkten den 15. Platz.
In der Hallensaison 2009 trat Chudzik bei den Halleneuropameisterschaften in Turin im Fünfkampf an. Mit 4322 Punkten erreichte sie den elften Platz, blieb aber deutlich unter ihrer Bestleistung von 4537 Punkten aus der Vorsaison. Bei den Weltmeisterschaften 2009 in Berlin erreichte sie im Siebenkampf 6471 Punkte und war damit Dritte hinter Jessica Ennis und Jennifer Oeser.
Sie hat bei einer Körpergröße von 1,76 m ein Wettkampfgewicht von 64 kg.

## Weblink
- Kamila Chudzik in der Datenbank von World Athletics (englisch)

| Personendaten    | Personendaten             |
| ---------------- | ------------------------- |
| NAME             | Chudzik, Kamila           |
| KURZBESCHREIBUNG | polnische Siebenkämpferin |
| GEBURTSDATUM     | 12. September 1986        |
| GEBURTSORT       | Kielce                    |